# Зуев, Валерий Леонидович
Вале́рий Леони́дович Зу́ев (укр. Валерій Леонідович Зуєв; 7 ноября 1952, Киев — 6 мая 2016, Киев) — советский футболист и украинский тренер, игравший на позиции защитника. Мастер спорта СССР международного класса (1975).

## Карьера

### Клубная
В десять лет поступил в школу клуба «Динамо» из Киева. 25 ноября 1969 дебютировал за основной состав клуба в последнем матче чемпионата против «Динамо» (Тбилиси) (в гостях). Вплоть до 1973 нечасто появлялся в основе, играл в резервном составе.
С приходом Лобановского был в числе основных игроков киевлян, но выходил менее чем в половине матчей сезона.
В 1980—1981 годах выступал в команде СКА из Ростов-на-Дону, где выиграл Кубок СССР.
В 1981 году он перешёл в СКА из Киева, в 1982 году в «Днепр», где выиграл ещё один чемпионат СССР.
В 1984—1990 годах играл в команде Южной группы войск Советской армии.
С 1993 по 2012 — на тренерской работе в структуре «Динамо» (Киев). С февраля 2013 — тренер симферопольской «Таврии». 15 июня того же года отправлен в отставку.
Скончался 6 мая 2016 из-за отрыва тромба. Похоронен на Байковом кладбище (участок № 33).

### В сборной
23 ноября 1975 года сыграл единственный матч в составе советской команды во встрече со сборной Турции.

## Достижения

### Командные
- Чемпион СССР (4): 1974, 1975, 1977, 1983[3]
- Обладатель Кубка СССР (3): 1974, 1978, 1981[3]
- Обладатель Кубка обладателей кубков: 1974/75[3]
- Обладатель Суперкубка УЕФА: 1975 (провёл оба матча)[3]

### Личные
- Один из обладателей приза «Лучшие дебютанты сезона» (1973)
- Медаль «За труд и победу» (2004)[4]
- Орден «За заслуги» ІІІ (2015)[5]